# کردمحمودلوی پایین
کردمحمودلوی پایین (به ترکی آذربایجانی: Aşağı Kürdmahmudlu) یک منطقهٔ مسکونی در جمهوری آذربایجان است که در شهرستان فضولی واقع شده‌است. کردمحمودلوی پایین ۱٬۲۲۹ نفر جمعیت دارد.